# 埃利亚斯·斯希里
埃利亚斯·若里斯·斯希里（阿拉伯语：إلياس جوريس الصخيري；1995年5月10日—），突尼斯足球运动员，司职中场，現效力于德甲俱乐部法蘭克福和突尼斯国家队。

## 俱乐部生涯
斯希里在法甲俱乐部蒙彼利埃接受青训，2015年3月21日在客场对战托农埃维昂大日内瓦的比赛首次出场，帮助球队1比0战胜对手。
2019年7月29日，斯希里与科隆签约四年。2020年11月28日，斯希里在客场作战多特蒙德的比赛中梅开二度，以2比1取胜。

## 国家队生涯
斯希里在法国出生成长，父亲是突尼斯人，母亲是法国人。斯希里多次获突尼斯国奥队征召。2014年10月， 斯希里在对阵摩洛哥国家U-23足球队的友谊赛中首次代表国奥队出场。
2018年3月23日，斯希里在对阵伊朗的友谊赛中首次代表突尼斯国家队出场。突尼斯最终1比0获胜。
2018年6月，斯希里入选2018年俄罗斯世界杯突尼斯大名单。

## 统计数据

### 国家队
最後更新：2022年11月30日 
| 突尼西亞 |      |      |
| 年份     | 出场 | 进球 |
| 2018     | 13   | 0    |
| 2019     | 15   | 0    |
| 2020     | 4    | 0    |
| 2021     | 8    | 3    |
| 2022     | 12   | 0    |
| 总计     | 52   | 3    |

## 个人荣誉
突尼斯
- 非洲國家盃第四名：2019年[13]

个人
- 突尼斯年度足球先生（英语：Tunisian Footballer of the Year）：2021年